# 擬銀漢魚屬
擬銀漢魚屬為輻鰭魚綱銀漢魚目擬銀漢魚科的其中一屬。

## 分類
- 安芬擬銀漢魚(Atherinops affinis)